# Marcusiola tinga
Marcusiola tinga är en plattmaskart som först beskrevs av Ernst Marcus 1957.  Marcusiola tinga ingår i släktet Marcusiola och familjen Hofsteniidae. Inga underarter finns listade i Catalogue of Life.